# Jakub Janiszewski
Jakub Janiszewski (ur. 1977 w Stalowej Woli) – polski felietonista, reportażysta i dziennikarz radiowy.

## Życiorys
Urodzony w Stalowej Woli. Wychował się w Tarnobrzegu, w 1996 roku ukończył tamtejsze I Społeczne Liceum Ogólnokształcące im. Hetmana Jana Tarnowskiego. W 2001 uzyskał dyplom na Wydziale Wiedzy o Teatrze Akademii Teatralnej im. A. Zelwerowicza w Warszawie.
Zaczynał w 1999 roku od pisania recenzji teatralnych do Życia Warszawy, współpracował z Polskim Radiem BIS, miesięcznikami Max oraz Machiną. W latach 2001–2003 reporter w warszawskim wydaniu bezpłatnego tygodnika Dzień Dobry. Jego rozmowa z Teresą Torańską o filmie Ja, robotnik budowlany z 2001 doprowadziła do powstania wywiadu Torańskiej z Jerzym Urbanem. W latach 2006–2010 współpracował z Gazetą Wyborczą. Był autorem reportażu o Simonie Molu – Kręciła mnie taka moc w nim, w Badaniach terenowych nad seksem grupowym pisał o scenie polskich swingersów (przedruk w zbiorze Badania terenowe nad polskim seksem), publikował okładkowe wywiady dla Wysokich Obcasów, jego rozmówczyniami były m.in. Agnieszka Arnold, Kasia Adamik, Magdalena Abakanowicz, Katarzyna Grochola
Od 2003 roku w Radiu TOK FM, najpierw jako reporter informacyjny, następnie prowadzący kolejnych pasm informacyjno-publicystycznych: Komentarze Radia TOK FM (2003-2006), Blog FM (2006-2008), Nisza (2008-2012), a od 2012 Połączenie – poświęcone głównie tematyce zagranicznej. W programach poświęconych tematyce zagranicznej.
Od 2018 felietonista Holistic.news

### Rozmowa z Markiem Raczkowskim i Jerzym Urbanem
24 marca 2006 roku w satyrycznym paśmie Jakuba Janiszewskiego Blog FM gośćmi byli Marek Raczkowski oraz, zaproszony na jego życzenie, Jerzy Urban. W którymś momencie Marek Raczkowski powiedział: „Muszę się państwu przyznać, że z obecną tu Agnieszką (Brzeżańską, artystką, znajomą rysownika, obecną w studiu, choć nieuczestniczącą w rozmowie) ostatnio wetknęliśmy 70 malutkich biało-czerwonych flag w kupy na trawnikach w Warszawie. Mamy zdjęcia, zrobiliśmy taką małą akcję na spacerze”. Janiszewski i Urban wybuchnęli śmiechem. Kilkanaście minut później na antenie Janiszewski odczytał list słuchaczki – pani Basi – „Myślę, że nie można tego tak zostawić, żeby jakiś facet szargał bezkarnie nasze narodowe symbole”. W konsekwencji do warszawskiej prokuratury trafiły trzy zgłoszenia o popełnieniu przestępstwa z art. 137 § 1 kk dotyczącego znieważenia flagi państwowej.
31 maja 2006 Przewodnicząca Krajowej Rady Radiofonii i Telewizji Elżbieta Kruk wystosowała do Radia TOK FM oficjalne pismo, w którym powoływała się na skargi słuchaczy. Według przewodniczącej problematyczny był także brak reakcji ze strony prowadzącego, który „zareagował śmiechem, nie komentując w żaden sposób tej wypowiedzi”. „W przypadku audycji z 24 marca 2006 roku zachowanie redaktora Jakuba Janiszewskiego odczytać można jako akceptację dla działań noszących znamiona naruszenia przepisów ustawy z 31 stycznia 1980 roku o godle, barwach i hymnie Rzeczypospolitej Polskiej oraz pieczęciach państwowych” – konkludowała Elżbieta Kruk, nie nawoływała jednak do żadnych sankcji wobec dziennikarza. W następnych dniach wystosowała jednak kolejne pisma do redaktor naczelnej TOK FM Ewy Wanat, powołując się na skargi słuchaczy radia TOK FM. Treść owych skarg nigdy nie została jednak rozgłośni przekazana.
24 sierpnia 2006 do siedziby Radia TOK FM zostali wysłani policjanci z nakazem pozyskania nagrania audycji. Janiszewski komentował całą sytuację jako głęboko absurdalną i wynikłą z głębokiego nieporozumienia, jako że pasmo Blog FM była z założenia programem satrycznym i wypowiadanych w niej stwierdzeń nie należało odczytywać dosłownie.
13 października 2006 roku prokuratura umorzyła postępowanie w sprawie znieważenia flagi państwowej z braku dowodów.
Sprawa była szeroko omawiana w mediach – przez niektórych interpretowana jako przejaw nadgorliwości prokuratorskiej, przez innych jako dowód kulturowego upadku, miała jednak swój dalszy ciąg w programie Kuby Wojewódzkiego w Telewizji TVN, który namówił Marka Raczkowskiego, by przed kamerami wetknął miniaturową polską flagę w psią kupę. W konsekwencji nadawca został ukarany półmilionową grzywną.

### Coming out i okoliczności
Jest gejem, jego publiczny coming out nastąpił 1 marca 2006 podczas prowadzonej na żywo rozmowy w Radiu TOK FM z Sewerynem Szatkowskim, dyrektorem VI Liceum Ogólnokształcącego im. T. Reytana w Warszawie. Pretekstem do rozmowy była decyzja szkolnej Rady Pedagogicznej, która wobec protestów katechety, zdecydowała o odwołaniu spotkania z Robertem Biedroniem planowanego w ramach szkolnych Dni Tolerancji właśnie na 1 marca 2006. Decyzję uzasadniano faktem, iż tego samego dnia w kalendarzu liturgicznym Kościoła katolickiego przypada święto – Środa Popielcowa. Janiszewski w swojej audycji wyemitowanej parę godzin po decyzji Rady Pedagogicznej zapytał Seweryna Szatkowskiego „Nigdy tego nie mówiłem, ale ja sam jestem gejem – czy w związku z tym należałoby mnie dzisiaj zdjąć z anteny?”
Był jednym z bohaterów filmu dokumentalnego Sławomira Grünberga Coming Out in Poland z 2008 roku, wyemitowanego w programie amerykańskiej telewizji PBS – In The Life, o swoim coming oucie opowiadał także w programie Ewy Drzyzgi Rozmowy w toku oraz w magazynie Q Czeskiej Telewizji

## Nagrody i wyróżnienia
- 2006 – nominacja do Nagrody im. Dariusza Fikusa (zespołowo dla Radia TOK FM)[22]
- 2007 – nominowany do Nagrody MediaTory w kategorii PromoTOR za pasmo Blog FM[23].

- 2013 – nominowany do Nagrody im. Teresy Torańskiej za wywiad z Marcinem K., ofiarą księdza-pedofila, który jako pierwszy zażądał od Kościoła Katolickiego odszkodowania za zaniedbania związane ze sprawą[24].